# Chapman Hump
Der Chapman Hump ist ein rund 1000 m hoher Nunatak im Palmerland auf der Antarktischen Halbinsel. Er ragt 10 km landeinwärts des George-VI-Sunds und der Rymill-Küste inmitten des Chapman-Gletschers auf.
Das UK Antarctic Place-Names Committee benannte ihn 1976 in Anlehnung an die Benennung des gleichnamigen Gletschers. Dessen Namensgeber ist der britische Bergsteiger und Arktisforscher Frederick Spencer Chapman (1907–1971), welcher 1934 für die British Graham Land Expedition unter der Leitung des australischen Polarforschers John Rymill 64 Grönlandhunde als Zugtiere beschafft hatte.